# Carpocracians
Els Carpocracians eren els membres d'un moviment gnòstic aparegut al segle ii que seguia les ensenyances de Carpòcrates d'Alexandria.
Ireneu de Lió a Adversus haereses i Hipòlit de Roma a Refutació de totes les heretgies, descriuen les creences de la secta. Ireneu diu que els carpocracians defensaven que el món i tot el que hi ha va ser creat per àngels molt inferiors al Pare, i que Jesús va ser engendrat per Josep. Era semblant a la resta dels homes, però tenia una ànima pura. El Pare ingènit li va enviar una potència que li va permetre escapar dels creadors del món i va poder ascendir davant de la seva presència. Jesús, encara que va ser educat en la Llei jueva, la va menysprear, i per això va poder fer miracles curant les malalties, que eren un càstig als homes pels seus pecats. Els carpocracians defensaven la transmigració de les ànimes, mentre a aquestes els quedessin obres per fer. Alguns deixebles eren marcats a foc a la part posterior del lòbul de l'orella, per distingir-los d'altres. Ireneu també afirma que portaven una vida luxuriosa, professaven una doctrina impia i abusaven del Nom de Déu per a amagar la seva maldat. Climent d'Alexandria parla d'un fill de Carpòcrates, Epífanes, que hauria escrit una obra titulada La Justícia en la línia dels estoics i dels cínics i que defensava una visió positiva del plaer sexual.
Hipòlit els acusa d'usar la màgia. Diu que feien encanteris i filtres i en els seus menjars comunitaris invocaven els dimonis. Feien cas dels intèrprets dels somnis i s'entregaven a greus perversitats. També diu que l'adversari és un dels àngels creadors al que anomenen Diable o Satanàs, que condueix les ànimes davant del primer Arcont, el primer dels que van fer el món, i aquell entrega les ànimes a un altre àngel perquè les tanqui en un altre cos.
Modernament s'interpreta que el carpocratisme és més aviat una barreja de platonisme i cristianisme superficial, i es troben a faltar algunes creences característiques dels gnòstics, com l'Element Diví i la figura del Salvador. Es podria considerar una doctrina basada en el sincretisme alexandrí.